# Дженніфер Вайнер
Дженніфер Вайнер (англ. Jennifer Weiner; нар. 28 березня 1970, ДеРіддер, Луїзіана, США)  — американська письменниця, телевізійна продюсерка та журналістка. Твори авторки п'ять років поспіль очолювали список найпопулярніших бестселерів за версією видання «Нью-Йорк Таймс».
ЇЇ дебютний роман «Гарний у ліжку» (англ. Good in Bed) був опублікований у 2001 році. Наступного року вийшов твір «Хочу бути тобою» (англ. In Her Shoes), сюжет якого став основою художнього фільму з однойменною назвою. Книги Дженніфер Вайнер реалізовані накладом в 11 000 примірників у 36 країнах світу.

## Життєпис
Дитинство та юнацькі роки
Дженніфер Вайнер народилася в місті ДеРіддер, Луїзіана, де її батько працював лікарем у військовому шпиталі. У 1972 році сім'я переїжджає до Сімсбурі, Коннектикут, у зв'язку з переводом голови сім'ї, батька, на нове місце роботи. У цьому місті пройшло дитинство Дженніфер Вайнер. Коли їй виповнилося 16 років, батько залишив сім'ю і подав на розлучення. У 2008 році він помер від передозування кокаїном. У віці 55 років мати Дженніфер визнала свою нетрадиційну орієнтацію, чим викликала осуд оточення та членів родини. Дженніфер із розумінням віднеслася до вибору матері, а непрості стосунки в родині стали основою сюжету її першого роману «Гарний у ліжку».
Навчання та робота
1975—1987 рр. — навчається в середній школі міста Сімсбурі.
1987—1991 рр. — здобуває освіту в Принстонський університет у Нью-Джерсі, який закінчує з дипломом із відзнакою у віці 17 років, маючи ступінь магістра з англійської мови. Після завершення навчання вона працює в місцевій газеті State College (Пенсильванія), де є постійним автором редакційної колонки. Змінивши декілька місць роботи Дженніфер Вайнер переїжджає до Філадельфії, де їй було запропоновано посаду штатного репортера у виданні The Philadelphia Inquirer. Авторка впродовж цього періоду також друкує свої статті та нариси в інших газетах та журналах країни «Time Out New York», «Columbia Journalism Reviewand Seveteen».
У 2001 році світ побачив її перший бестселер «Гарний у ліжку». Через рік вийшов із друку наступний твір Вайнер «Хочу бути тобою», сюжет якого став основою художнього фільму з Камерон Діас та Тоні Коллетт. Її шостий роман «Найкращі друзі назавжди» (англ. Best Friends Forever) очолив список бестселерів видання «Нью-Йорк Таймс», як найкращий художній твір року.
Поряд з видавничою діяльністю Дженніфер Вайнер активно працює на телебаченні, вона є одним з творців і виконавчою продюсеркою ситкому на ABC Family штату Джорджія.
Займає активну громадянську позицію і виступає проти гендерної нерівності у видавничому бізнесі.
Родина
Вайнер одружена з письменником Білом Сайкеном. Має двох дітей.